# Jean Baptiste Roman
Jean-Baptiste Roman (1792-1835), fue un escultor francés. Es el autor de varias esculturas en mármol de personajes históricos, mitológicos o contemporáneos, expuestas en el Museo del Louvre .

## Datos biográficos
Jean-Baptiste Roman fue alumno de Pierre Cartellier. Obtuvo el segundo Premio de Roma en 1812 y el primer premio en 1816.
En 1822 , Jean-Baptiste Roman ejecutó la Inocencia - l' Innocence en el Salón de Roma . Ese año, el Premio de Roma no se concedió por la debilidad de los trabajos presentados. 
Ese mismo año produjo y presentó un modelo en yeso, Niso y Euríalo , que fue presentado en el Salón de París de 1827 en mármol. Este grupo inspirado en Virgilio representa la muerte de dos amantes legendarios.
Participó en el Salón de 1824 a 1831.
Hizo un busto del pintor Girodet que está expuesto en la iglesia de la Sorbona .
En 1831 , el rey Luis Felipe I , recientemente elegido, encargó varias esculturas de mármol . Entre ellas se incluyen una serie de obras relativas a las glorias de la antigüedad , entre ellos muchos famosos héroes por su valentía, su patriotismo y dedicación cívica, su estoicismo y valentía : como el soldado de Maratón de Jean-Pierre Cortot , Philopoemen de David d'Angers o Caton de Utica de Jean-Baptiste Roman. Estas tres estatuas fueron presentadas en el Salón de 1834 , el mármol de Cortot se colocó en las Tullerías junto al Prometeo James Pradier . Las estatuas de David d'Angers y de Roman se instalaron en el Louvre.
La estatua de Catón de Utica leyendo el Fedón antes de suicidarse iniciada por Jean-Baptiste Roman fue su última obra. De hecho, murió en 1835. François Rude terminó la estatua en 1840.
Fue nombrado Caballero de la Legión de Honor en 1827 y miembro del Instituto en 1831.
Louis Petitot le sucedió en la presidencia de sesiones del departamento de escultura de la Academia de Bellas Artes.

## Obras
Entre las mejores y más conocidas obras de Jean-Baptiste Roman se incluyen las siguientes:

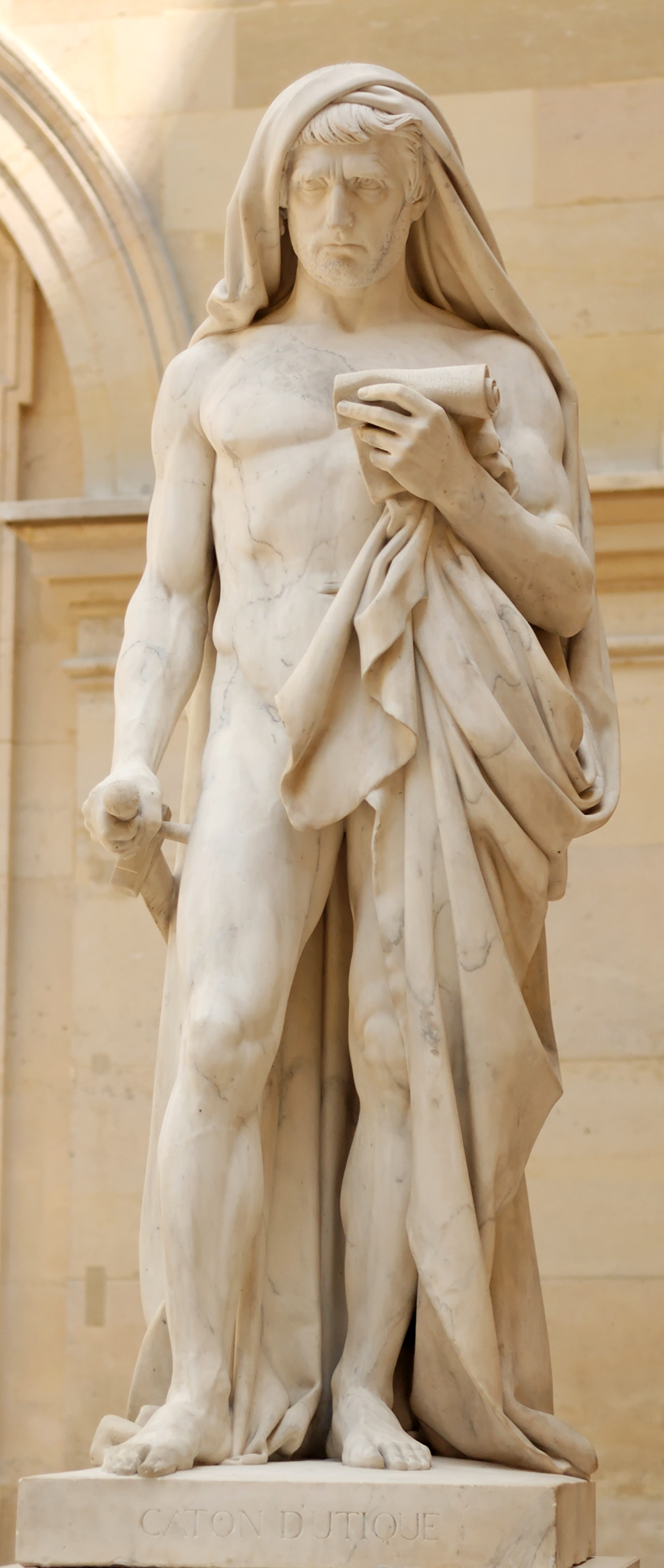
Caton d'Utique lisant le Phédon
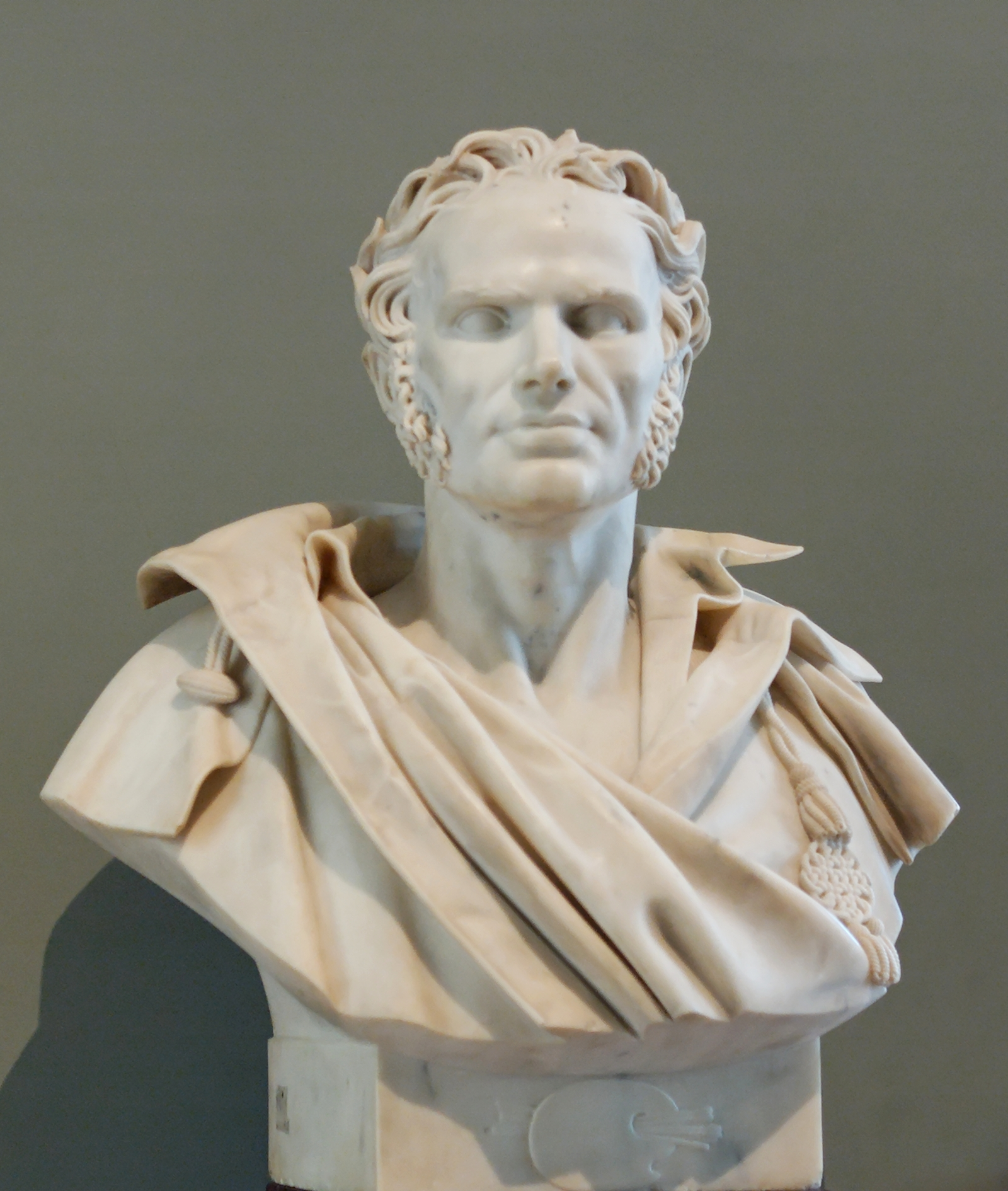
Busto del pintor Girodet
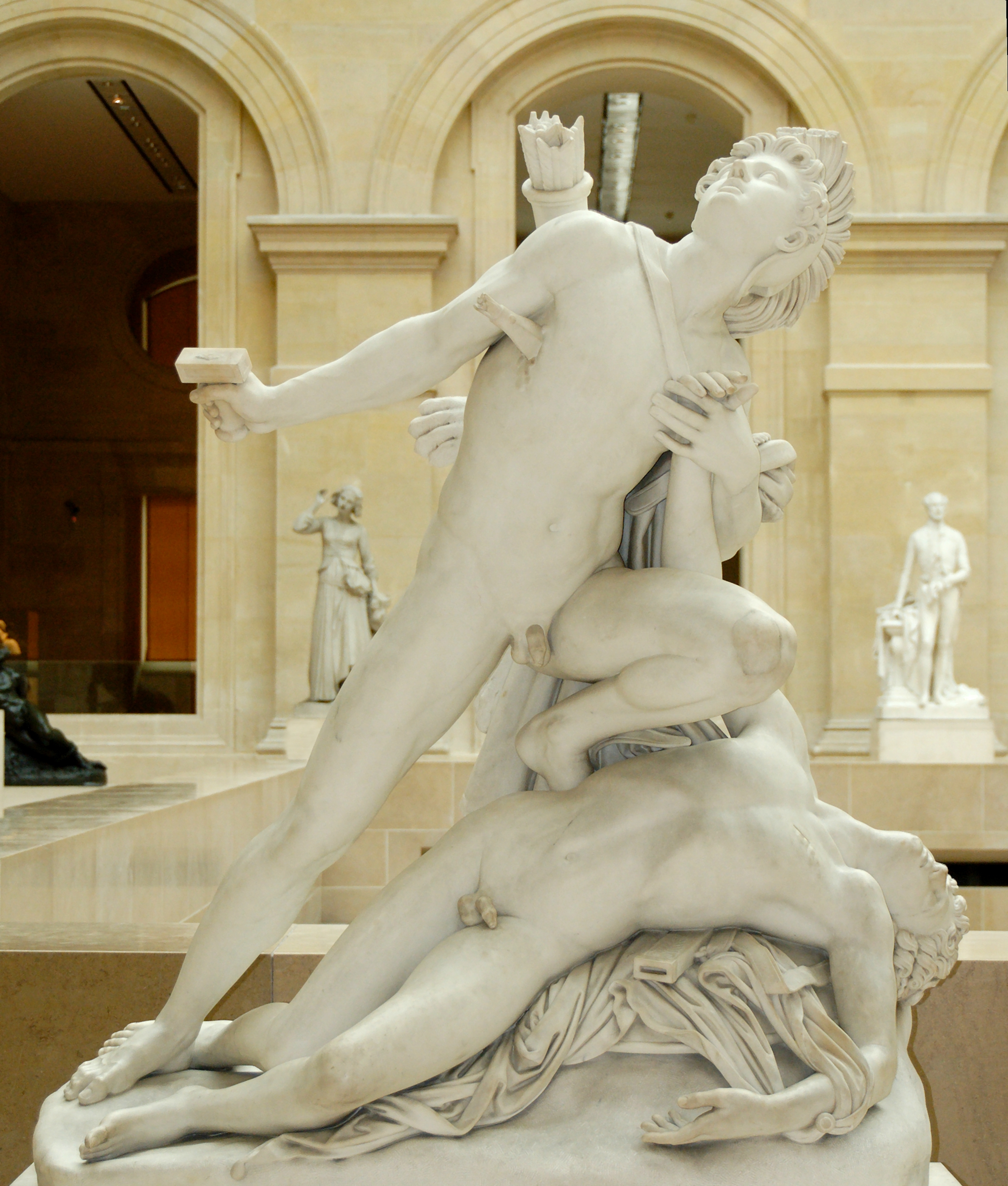
Nisus et Euryale

(pinchar sobre la imagen para agrandar)